# 3662 Dezhnev
3662 Dezhnev este un asteroid din centura principală, descoperit pe 8 septembrie 1980 de Liudmila Juravliova.